# Kalle Ankas kusin
Kalle Ankas kusin (även Kalle Ankas kusin Gus) (engelska: Donald's Cousin Gus) är en amerikansk animerad kortfilm med Kalle Anka från 1939.

## Handling
Kalle Anka får oväntat besök av sin kusin Mårten Gås. I ett brev står det att han är "liten i maten". Det visar sig snart att Mårten är en väldigt glupsk en.

## Om filmen
Filmen hade svensk biopremiär den 8 december 1939 på Sture-Teatern i Stockholm och ingick då  i kortfilmsprogrammet Tjuren Ferdinand tillsammans med kortfilmerna Rovor i snön (ej Disney), Jan Långben och gräshoppan, Den fula ankungen, Kalle Anka som autografjägare och Tjuren Ferdinand.
Kortfilmen som separat visades den 22 januari 1940 på biografen Spegeln, även den ligger i Stockholm. Filmen visades även den 1 december 1956 på biografen Aveny i Göteborg, denna gång som innehåll i kortfilmsprogrammet Kalle Ankas snurriga gäng tillsammans med kortfilmerna Plutos lekkamrat, Kalle Ankas bättre jag, Kalle Ankas aktersnurra, Figaro och Cleo och Piff och Puff och Kalle Anka. Stockholmspremiären av kortfilmsprogrammet ägde rum 3 december samma år på Sture-Teatern.

## Rollista

### Originalröster
- Clarence Nash – Kalle Anka
- Pinto Colvig – varmkorv[7]

### Svensk röst
- Andreas Nilsson – Kalle Anka[8]